# Šelabolicha
Šelabolicha (in russo Шелаболиха?) è un villaggio del settore meridionale della Siberia Occidentale situato nel Territorio dell'Altaj,  in Russia. È il centro amministrativo del distretto Šelabolichinskij.
La località si trova 86 km a ovest della capitale Barnaul sul fiume Ob'.